# Virgil L. Hill Jr.

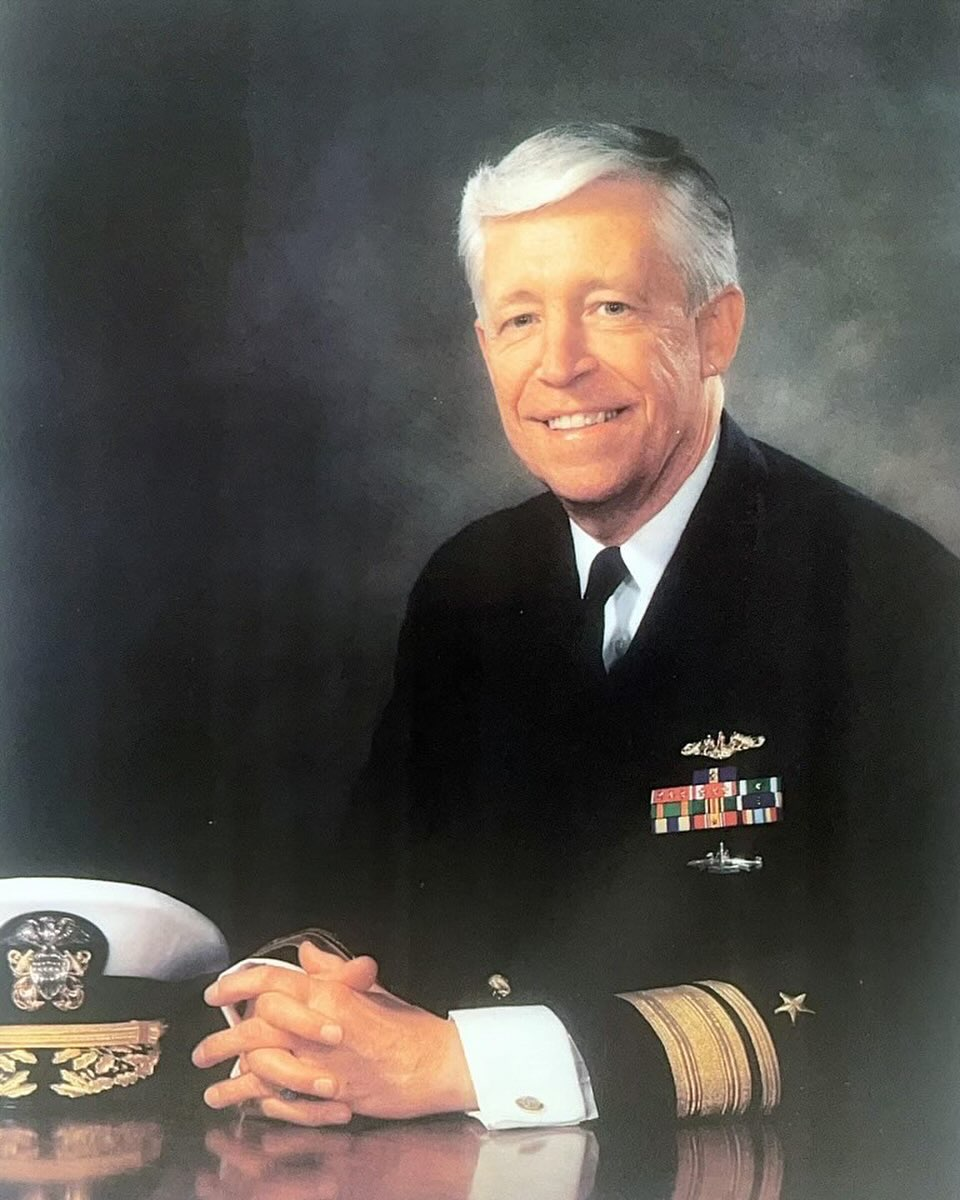
Virgil L. Hill Jr. (im Jahr 1988)

Virgil Lusk Hill Jr. (* 2. April 1938 in Shelby, Cleveland County, North Carolina; † 6. September 2024 in Willow Street, Ortsteil von Lancaster, Lancaster County, Pennsylvania) war ein Konteradmiral der United States Navy. Er war unter anderem Leiter (Superintendent) der United States Naval Academy (USNA).

## Leben
Virgil L. Hill Jr. studierte zunächst im Rahmen des ROTC-Programms an der Iowa State University und wechselte dann zur United States Naval Academy in Annapolis in Maryland. Im Jahr 1961 absolvierte er diese Akademie. In der amerikanischen Kriegsmarine durchlief er anschließend alle Offiziersränge bis zum Konteradmiral.
Im Lauf seiner militärischen Karriere absolvierte er verschiedene Kurse und Schulungen. Dazu gehörten unter anderem die Naval Nuclear Power School in New London in Connecticut und die U.S. Naval Submarine School in Groton ebenfalls in Connecticut. In der Folge wurde er den U-Boot-Einheiten zugeteilt. Dabei tat er auf mehreren Schiffen Dienst. Dazu gehörten die USS Barb (SSN-596), ein U-Boot der Thresher-Klasse, das atombetriebene U-Boot USS Thomas Jefferson und die USS L. Mendel Rivers, ein U-Boot der Sturgeon-Klasse.
Im April 1976 erhielt er das Kommando über die USS Hammerhead (SSN-663), ebenfalls ein U-Boot der Sturgeon-Klasse. Dabei war er unter anderem im Mittelmeer eingesetzt. Virgil Hill behielt dieses Kommando vier Jahre lang bis zum Jahr 1980. Im Mai dieses Jahres wurde er zum Stab der Office of Naval Intelligence versetzt. Diesem Stab gehörte er bis zum Juli 1983 an. Dann übernahm er das Kommando über die U-Boot-Entwicklungsstaffel 12 (Submarine Development Squadron Twelve), die auf der Marinebasis in New London (Connecticut) ansässig war. Im Jahr 1985 folgte eine erneute Versetzung zum Stab des Chief of Naval Operations. Dort leitete er die Stabsabteilung, die sich mit Angriffs-U-Booten befasste (Director, Attack Submarine Division). Dabei war er unter anderem für die Finanzierung, Ausrüstung und Entwicklung neuer U-Boote zuständig.
Im Mai 1987 wurde er nach San Diego in Kalifornien beordert. Dort erhielt er den Oberbefehl über die 5. U-Boot-Gruppe (Submarine Group Five) und den dortigen U-Boot-Stützpunkt. Am 18. August 1988 übernahm Virgil Hill als Nachfolger von Ronald F. Marryott als Superintendent die Leitung der Marineakademie in Annapolis. Dieses Amt bekleidete er bis zum 15. Juni 1991, als Thomas Lynch seine Nachfolge antrat. Im Juli 1991 wurde er Kommandeur der Operational Test and Evaluation Force, die auf der Naval Station Norfolk in Virginia ihr Hauptquartier hat. Diese Aufgabe nahm er bis zu seiner Pensionierung im Jahr 1993 wahr.
Nach dem Ende seiner aktiven Militärlaufbahn war Virgil Hill sieben Jahre lang ziviler Leiter der Valley Forge Military Academy in Wayne (Delaware County) in Pennsylvania. Dort gehörte er auch einigen Vorständen lokaler und nationaler Organisationen an. Nach dem Ende seiner Tätigkeit an der Valley Forge Militärakademie im Jahr 2000 zog er nach Ambler, ebenfalls in Pennsylvania, wo er an der zur Villanova University gehörenden School of Business als Dozent für Führung und Ethik tätig war (Distinguished Professor of Leadership and Ethics). Im Jahr 2016 zog er nach Lancaster, wo er seinen Lebensabend verbrachte. Der mit Kimberly Jordan verheiratete Offizier starb am 6. September 2024 und wurde auf dem Friedhof der Marineakademie in Annapolis beigesetzt.

## Orden und Auszeichnungen
Virgil Hill erhielt im Lauf seiner militärischen Laufbahn unter anderem folgende Auszeichnungen:
- Navy Distinguished Service Medal
- Legion of Merit
- Meritorious Service Medal
- Navy & Marine Corps Commendation Medal
- Navy & Marine Corps Achievement Medal
- Meritorious Unit Commendation
- National Defense Service Medal